# Ochthocosmus roraimae
Ochthocosmus roraimae är en tvåhjärtbladig växtart som beskrevs av George Bentham. Ochthocosmus roraimae ingår i släktet Ochthocosmus och familjen Ixonanthaceae.

## Underarter
Arten delas in i följande underarter:
- O. r. grandifolius
- O. r. parvifolius